# اچ‌ام‌اس آیلمر (کی۴۶۳)
اچ‌ام‌اس آیلمر (کی۴۶۳) (به انگلیسی: HMS Aylmer (K463)) یک کشتی بود که طول آن ۳۰۶ فوت (۹۳ متر) بود. این کشتی در سال ۱۹۴۳ ساخته شد.